# Toivo Haapanen

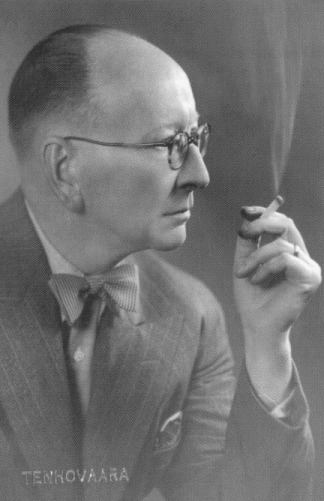
Toivo Haapanen.

Toivo Elias Haapanen, född 15 maj 1889 i Karvia, död 22 juli 1950 i Asikkala, var en finländsk musikforskare, violinist och dirigent. Han var far till Tuomas Haapanen.

## Biografi
Haapanen blev docent i musikvetenskap vid Helsingfors universitet 1925, och befordrades till professor 1946. Han var 1928-29 dirigent för Åbo stadsorkester, och blev 1929 överkapellmästare vid Finlands rundradio.
Haapanen, som dirigerat i många länder, hade också många musikorganisatoriska uppdrag.  
Haapanen utgav bland annat Verzeichnis der mittelalterlichen Handschriftenfragmente in der Universitätsbibliothek zu Helsingfors (1922–25) samt doktorsavhandlingen Die Neumenfragmente der Universitätsbibliothek Helsingfors (1924).